# Ж
Ж (Ж, ж) este o literă a alfabetului chirilic. Corespondentul său în limba română este J (J, j), adică consoana fricativă postalveolară sonoră /ʒ/.
Litera este romanizată ⟨zh⟩ sau ⟨ž⟩.